# 萨菲亚·法尔卡什
萨菲亚·法尔卡什（1952年—），利比亚前领导人奥马尔·穆阿迈尔·卡扎菲的第二任妻子，是除长子穆罕默德·卡扎菲外卡扎菲其他六子一女的母亲。